# Gaspare Aselli
Gaspare Aselli (Cremona, 1581 – Milano, 9 settembre 1625) è stato un medico, chirurgo e anatomista italiano, uno dei principali esponenti della fondazione della scienza medica moderna nonché lo scopritore dei vasi chiliferi e della loro funzione.

## Biografia
Gaspare Aselli nacque a Cremona nell'anno 1581, nel periodo di dominazione spagnola. Compì gli studi di lettere e filosofia nella città natale e, in seguito, decise di trasferirsi a Pavia per dedicarsi alla medicina.
Dopo aver conseguito la laurea, Aselli si spostò nella città di Milano, di cui divenne cittadino onorario, e tra il 1612 e il 1620, per volere del governatore spagnolo Hutardo de Mendoza, divenne Primo Chirurgo degli eserciti spagnoli in Italia. 
In seguito il medico proseguì negli studi della medicina e nel 1622 scoprì i vasi chiliferi nel mesentere del cane, contribuendo in maniera fondamentale allo sviluppo delle scienze mediche. 
Due anni dopo fu nominato professore dell'Università degli Studi di Pavia, dove rimase ad insegnare per pochi mesi. 
L'anno successivo, all'età di 44 anni, morì nella città di Milano e fu poi sepolto nella chiesa di S. Pietro Celestino, presso l'attuale Porta Venezia. Sulla sua lapide, andata perduta, si leggeva:
"Al compianto Gaspare Aselli, uomo per soavità di costumi incomparabile, cittadino cremonese, pubblico professore di anatomia e chirurgia all'Università di Pavia e durante la guerra cisalpina protochirurgo dell'esercito regio (spagnolo), che morì nel XLV anno, Alessandro Tadini e Senatore Settala del collegio dei nobili di Milano, filosofi e medici, all'ottimo amico mestissimi posero – XXIV aprile MDCXXVI".

## Opera
- De lactibus, sive lacteis venis, Leida, Johannes Maire, 1640.